# Kupferberg (Tarnau)

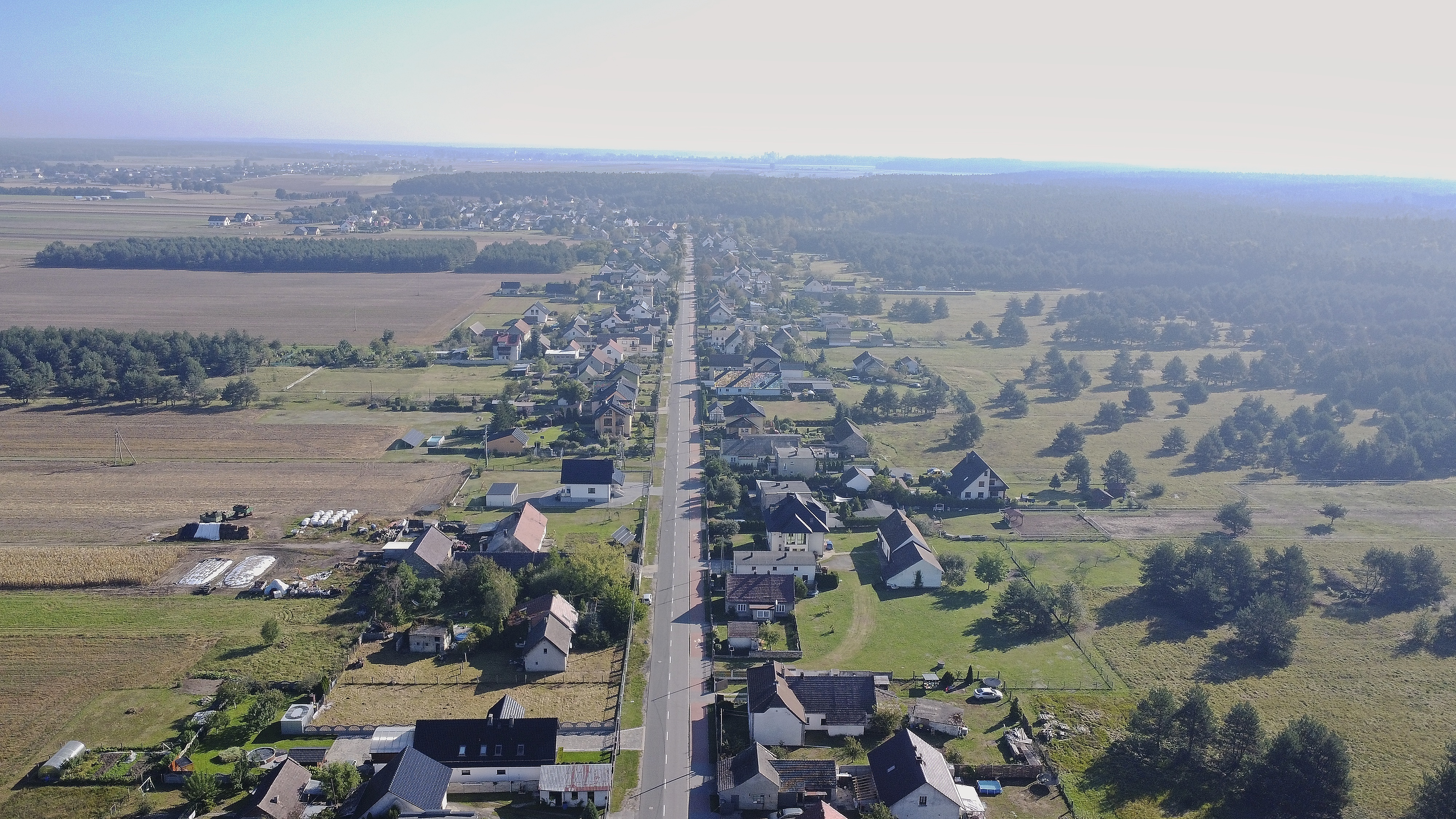
Ortsansicht aus der Vogelperspektive

Kupferberg (polnisch Miedziana) ist ein Ort in der Gemeinde Tarnau im Powiat Opolski der Woiwodschaft Opole in Polen.

## Geographie
Das Straßendorf Kupferberg liegt vier Kilometer südwestlich von Tarnau und 17 Kilometer südöstlich von Opole (Oppeln) in der Nizina Śląska (Schlesischen Tiefebene). Das Dorf ist, mit Ausnahme in Richtung Norden, von Wald umgeben.

### Nachbargemeinden
Nachbarorte von Kupferberg sind im Nordwesten Przywor (Przywory) und im Nordosten Kossorowitz (Kosorowice).

## Geschichte

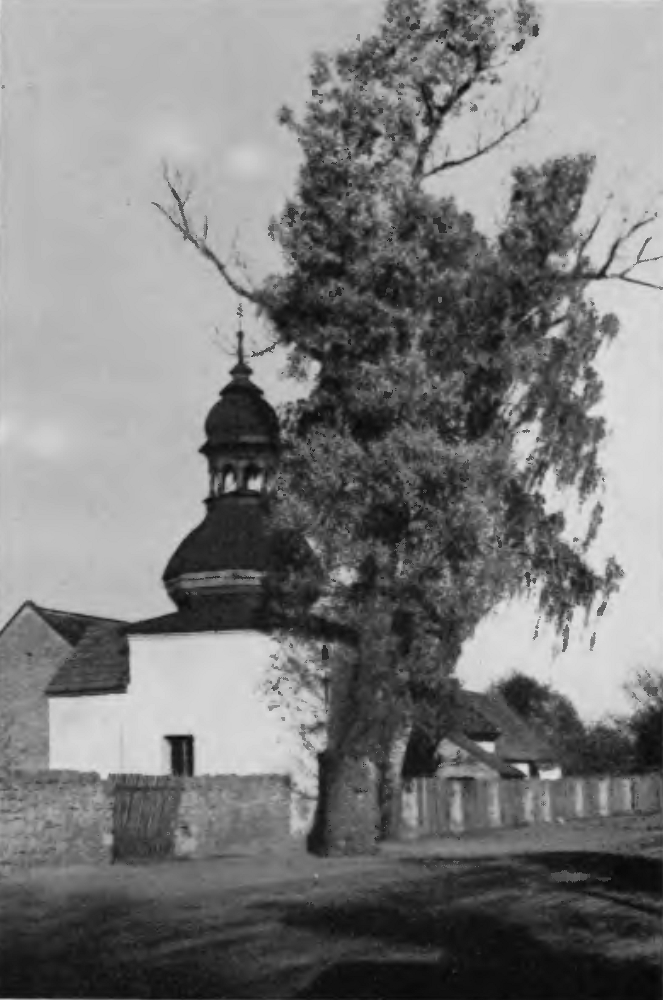
Kapelle um 1930

Der Ort wurde 1773 als Kolonie gegründet. Forstmeister Burich bestimmte den Bauplatz. Nahezu alle Siedler stammten aus Österreichisch-Schlesien und Mähren. Ursprünglich hieß der Ort Kolonie in der Kossorowitzer Heide, 1775 erhielt sie den Namen Kupferberg. Von den 20 Besitzern der Koloniestellen im Jahr 1775 war einer evangelisch und die 19 anderen katholisch. Von diesen stammten sechs aus der näheren Umgebung bzw. aus Schlesien (einer aus Grudschütz, einer aus der Proskauer Gegend, zwei aus Katscher, einer aus Schurgast und einer aus der Strehlener Gegend), drei aus der Troppauer Gegend, drei aus Zuckmantel, einer aus Jägerndorf, fünf aus Mähren, einer aus Böhmen und einer aus Ungarn. Vom Beruf waren sie Waldläufer, Weber, Buchbinder, Ackersmann, Schuhmacher, Soldat und Büttner. Insgesamt lebten in dem Ort 84 Personen und 19 Familien. 1783 wurde eine Kapelle in Kupferberg erbaut. In diesem Jahr hatte der Ort 90 Einwohner, 1855 waren es 187, im Jahre 1900 323 und 1939 schließlich 486 Einwohner.
Nach der Neuorganisation der Provinz Schlesien gehörte die Landgemeinde Kupferberg ab 1816 zum Landkreis Oppeln im Regierungsbezirk Oppeln. 1855 lebten 187 Menschen im Ort. 1865 hatte der Ort 20 Kolonistenstelle, drei Angerhäusler, eine königliche Försterei und eine Kapelle. 1874 wurde der Amtsbezirk Przywor gegründet, welcher die Landgemeinden Konty, Kossorowitz, Kupferberg, Przywor und Tarnau und den Gutsbezirk Grudschütz umfasste. 1885 zählte der Ort 284 Einwohner.
Bei der Volksabstimmung in Oberschlesien am 20. März 1921 stimmten vor Ort 61 Wahlberechtigte für einen Verbleib Oberschlesiens bei Deutschland und 139 für eine Zugehörigkeit zu Polen. Der gesamte Stimmkreis Oppeln hatte mehrheitlich für Deutschland votiert. Kupferberg verblieb nach der Teilung Oberschlesiens beim Deutschen Reich.
Infolge des Zweiten Weltkrieges kam Kupferberg, das bisher dem Landkreis Oppeln angehört hatte, 1945 unter polnische Verwaltung und wurde in Miedziana umbenannt. 1950 wurde der Ort Teil der Woiwodschaft Opole und 1999 des Powiat Opolski.
Am 15. Februar 2007 wurde in der Gemeinde Deutsch als zweite Amtssprache eingeführt. Am 14. April 2008 erhielt der Ort den zusätzlichen amtlichen deutschen Ortsnamen Kupferberg.

## Sehenswürdigkeiten
- Die 1783 errichtete Kapelle an der ul. Wiejska
- Römisch-katholische St.-Bronislawa-Kirche (poln. Kościół bł. Bronisławy)[7]

## Vereine
- Deutscher Freundschaftskreis
- Freiwillige Feuerwehr OSP Miedziana

## Persönlichkeiten
- Ernst Hermann von Kölichen (1739–1805), preußischer Generalmajor, Erbherr auf Kupferberg